# 古代文明ミステリー たけしの新・世界七不思議
『古代文明ミステリー たけしの新・世界七不思議』（こだいぶんめいみすてりーたけしのしんせかいななふしぎ）とはテレビ東京系で2007年から年末年始に放送されている特別番組である。なお2012年9月には第7弾前哨戦スペシャルが放送された。2014年より装いを新たに『新・世界七不思議大百科』として放送されることとなった。

## 概要
ビザンチウムのフィロンが選出した「世界の七不思議」にちなみ、ビートたけしが「21世紀のフィロン」として現在世界に存在する様々な遺跡・遺物の中から新たな世界七不思議を選出する企画番組。「新・世界七不思議大百科」となってからは、ビートたけしがその編集長として遺跡・遺物の選定を行うようになった。

## 出演者

### MC
- ビートたけし （編集長）

### 進行
- 大江麻理子（テレビ東京アナウンサー、第1弾-第4弾、第7弾（最終回））
- 松丸友紀（テレビ東京アナウンサー、第5弾-第7弾前哨戦、大百科1-4）
- 須黒清華（テレビ東京アナウンサー、大百科5・6・7・8・10・11）
- 狩野恵里（テレビ東京アナウンサー、大百科9・12）

### ゲスト（選考委員／パネラー）
- 市川森一（第1弾-第2弾）
- 荒俣宏（レギュラー選考員、「博学の賢人」として全シリーズ出演）
- 織作峰子（第1弾-第2弾）
- 鶴田真由（第2弾）
- 茂木健一郎（第2弾-第3弾）
- 工藤夕貴（第3弾）
- 森泉（第3弾-第4弾）
- 吉村作治（第3弾-第7弾、大百科1-12）
- 片瀬那奈（第4弾）
- 市川由衣（第5弾）
- 八田亜矢子（第5弾）
- 林丹丹（第5弾）
- 高島礼子（第6弾、第7弾）
- 萬田久子（第7弾前哨戦）
- 宮﨑香蓮（第7弾前哨戦）
- 菊川怜（大百科）
- 岸本加世子（大百科1・3）
- 栗山千明（大百科2・5）
- May J.（大百科3）
- 菅野美穂（大百科4）
- 千葉雄大（大百科5）
- 芦田愛菜（大百科6）
- 橋本環奈（大百科6）
- 葵わかな（大百科7）
- 寺田心（大百科7・8）
- ビビる大木（大百科7-10）
- 百田夏菜子（大百科8）
- 井上咲楽（大百科9）
- 草刈民代（大百科10）
- 田中直樹（大百科11・12）
- 田中環子（大百科11）
- トラウデン直美（大百科12）

### VTRリポーター
- 前川泰之（第6弾、第7弾、大百科1-5）
- 中田あすみ（第6弾、第7弾前哨戦、第7弾、大百科1-5）
- 趙珉和（第7弾前哨戦）
- 桐山漣（大百科6）
- 岩永徹也（大百科7）

## 本番組で紹介された遺跡等
七不思議に選出されたもの、大百科に収録されたものは太字。
| 放送日         | タイトル                                                                             | 紹介された遺跡等                                                         |
| -------------- | ------------------------------------------------------------------------------------ | ------------------------------------------------------------------------ |
| 2007年1月3日   | たけしの新・世界七不思議                                                             | マチュ・ピチュ 楽山大仏 ナスカの地上絵                                   |
| 2008年1月1日   | たけしの新・世界七不思議2                                                            | モアイ シーギリヤ・ロック チチェン・イツァ                               |
| 2009年1月1日   | たけしの新・世界七不思議3                                                            | アンコール遺跡群 カッパドキア モン・サン・ミッシェル                     |
| 2010年1月1日   | たけしの新・世界七不思議4                                                            | パルテノン神殿 コロッセオ                                                |
| 2011年1月7日   | たけしの新・世界七不思議5                                                            | 長安城 平城京                                                            |
| 2012年1月6日   | たけしの新・世界七不思議6                                                            | ボロブドゥール遺跡 アヤ・ソフィア                                        |
| 2012年9月21日  | たけしの新・世界七不思議7 前哨戦スペシャル                                           | ペトラ遺跡 アダラジ・ヴァヴ（階段井戸） コロッセオ マチュ・ピチュ モアイ |
| 2013年1月4日   | たけしの新・世界七不思議7                                                            | クフ王のピラミッド カルナック神殿 アダラジ・ヴァヴ（階段井戸）           |
| 2014年1月5日   | たけしの新・世界七不思議大百科                                                       | マヤ文明のヒスイの仮面 ロゼッタ・ストーン パガン寺院群                   |
| 2015年1月7日   | たけしの新・世界七不思議大百科 第2巻                                                 | ネフェルティティの胸像 チッタウルガル 円形闘技場 コロッセオ              |
| 2016年1月8日   | たけしの新・世界七不思議大百科 第3巻                                                 | モナ・リザ 出雲大社 ハトホル神殿                                         |
| 2017年1月13日  | たけしの新・世界七不思議大百科 第4巻                                                 | ツタンカーメンの王墓 大坂城                                              |
| 2018年1月5日   | たけしの新・世界七不思議大百科 第5巻 【英雄たちの死の謎SP】                          | 沖ノ島 西郷隆盛の肖像画 カラコルム遺跡                                   |
| 2018年12月30日 | たけしの新・世界七不思議大百科 第6巻 ピラミッド新事実に芦田愛菜＆橋本環奈も仰天SP    | クフ王のピラミッド チチェン・イッツァ                                    |
| 2019年12月30日 | たけしの新・世界七不思議大百科 第7巻 史上初！古代エジプト新発見の「棺」開けますSP    | クフ王のピラミッド                                                       |
| 2020年12月28日 | たけしの新・世界七不思議大百科 第8巻 仰天!“少年王ツタンカーメン”99年目の新発見SP     | ツタンカーメン王墓                                                       |
| 2021年12月27日 | たけしの新世界七不思議大百科第9巻 叫ぶミイラで解く！伝説のファラオ 暗殺の方程式      | 叫ぶミイラ ラムセス3世王墓 王家の隠し場                                  |
| 2022年12月27日 | たけしの新世界七不思議大百科第10巻 ツタンカーメン発掘100年！失われた秘宝の謎を追えSP | ツタンカーメン王墓                                                       |
| 2023年12月30日 | たけしの新世界七不思議大百科第11巻 クフ王のピラミッドで世紀の大発見！                | クフ王のピラミッド                                                       |
| 2024年12月30日 | たけしの新世界七不思議大百科第12巻 女王クレオパトラの墓発掘SP                        | クレオパトラの墓                                                         |